# Steven Adams (basquetebol)
Steven Funaki Adams (Rotorua, 20 de julho de 1993) é um jogador de basquetebol profissional neozelandês que joga atualmente pelo Houston Rockets na NBA.
Depois de jogar basquetebol universitário pelo Pittsburgh Panthers, ele foi considerado um dos maiores talentos internacionais para a NBA. Adams foi selecionado pelo Oklahoma City Thunder na primeira rodada como a 12ª escolha geral no Draft da NBA de 2013, se tornando o primeiro jogador de Pittsburgh a ser selecionado na primeira rodada desde 1999, quando Vonteego Cummings foi selecionado pelo Indiana Pacers como a 26ª escolha geral.
Em sua primeira temporada na NBA, foi nomeado para o segundo time do NBA All-Rookie Team.

## Estatísticas na NBA

### Temporada regular
| Ano      | Equipe                | PJ  | PT  | MPJ  | AP   | 3P   | LL   | RT  | AS  | BR  | TO  | PPJ  |
| -------- | --------------------- | --- | --- | ---- | ---- | ---- | ---- | --- | --- | --- | --- | ---- |
| 2013–14  | Oklahoma City Thunder | 81  | 20  | 14.8 | .503 | .000 | .581 | 4.1 | .5  | .5  | .7  | 3.3  |
| 2014–15  | Oklahoma City Thunder | 70  | 67  | 25.3 | .544 | .000 | .502 | 7.5 | .9  | .5  | 1.2 | 7.7  |
| 2015–16  | Oklahoma City Thunder | 80  | 80  | 25.2 | .613 | .000 | .582 | 6.7 | .8  | .5  | 1.1 | 8.0  |
| 2016–17  | Oklahoma City Thunder | 80  | 80  | 29.9 | .571 | .000 | .611 | 7.7 | 1.1 | 1.1 | 1.0 | 11.3 |
| 2017–18  | Oklahoma City Thunder | 76  | 76  | 32.7 | .629 | .000 | .559 | 9   | 1.2 | 1.2 | 1.0 | 13.9 |
| Carreira |                       | 311 | 247 | 23.7 | .567 | .000 | .571 | 6.4 | .8  | .7  | 1.0 | 7.5  |

### Playoffs
| Ano      | Equipe                | PJ | PT | MPJ  | AP   | 3P   | LL   | RT  | AS  | BR  | TO  | PPJ  |
| -------- | --------------------- | -- | -- | ---- | ---- | ---- | ---- | --- | --- | --- | --- | ---- |
| 2014     | Oklahoma City Thunder | 18 | 0  | 18.4 | .689 | .000 | .348 | 4.1 | .2  | .1  | 1.3 | 3.9  |
| 2016     | Oklahoma City Thunder | 18 | 18 | 30.7 | .613 | .000 | .630 | 9.5 | .7  | .5  | .8  | 10.1 |
| 2017     | Oklahoma City Thunder | 5  | 5  | 31.4 | .643 | .000 | .364 | 6.8 | 1.4 | 1.2 | 1.8 | 8.0  |
| 2018     | Oklahoma City Thunder | 6  | 6  | 33.3 | .587 | .000 | .692 | 7.5 | 1.5 | 0.7 | 0.7 | 10.5 |
| Carreira |                       | 41 | 23 | 25.4 | .636 | .000 | .542 | 6.8 | .6  | .4  | 1.1 | 7.1  |

## Prêmios e homenagens
- NBA All-Rookie Team:
  - Segundo Time: 2013–14